# Estação Ferroviária de Caucaia
A Estação Caucaia é uma estação de Veiculo Leve sobre Trilhos (VLT) localizada na Rua Coronel Correia, no centro do município de Caucaia, Brasil. Faz parte da Linha Oeste do Metrô de Fortaleza, administrado pela Companhia Cearense de Transportes Metropolitanos (Metrofor).
A estação transporta mais de 26 mil usuários por mês, sendo uma das estações mais movimentadas de toda a Linha Oeste, perdendo apenas para a Moura Brasil, no centro de Fortaleza, que recebe cerca de 30 mil passageiros por mês.

## Histórico

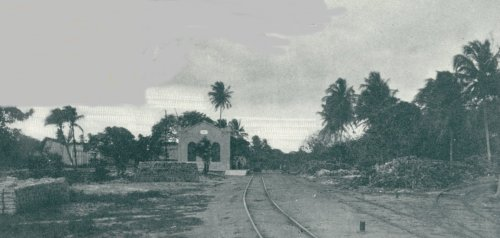
A estação de Soure em 1922.

A estação já centenária foi inaugurada pelo então prefeito do município Fausto Dário Sales no dia 12 de outubro de 1917. Batizada de estação Soure (antigo nome de Caucaia), o equipamento foi criado com o intuito de interligar as duas principais ferrovias do Ceará, a Estrada de Ferro de Baturité e a Estrada de Ferro de Sobral. A estação, que fazia parte da antiga Linha Norte, era usada como principal meio de transporte de Caucaia para a capital. Em 1940 a estação tem sem nome alterado para como é conhecido hoje.
A estrada de ferro, antes usada para o transporte de carga e de pessoas pela antiga máquina "Maria-Fumaça" hoje faz parte da Linha Oeste do Metrô de Fortaleza, onde agora funciona o Veículo Leve Sobre Trilhos (VLT). A estação é a única de todo o sistema metroviário que preserva a estrutura arquitetônica original do século XX. A celebração dos 100 anos de inauguração foi marcada pela rememoração da importância para os caucaienses, que ainda hoje têm o trem como um dos principais meios de transporte intermunicipais.